# Adelange
Adelange là một xã trong vùng Grand Est, thuộc tỉnh Moselle, quận Boulay-Moselle, tổng Faulquemont. Tọa độ địa lý của xã là 49° 00' vĩ độ bắc, 06° 36' kinh độ đông. Adelange có điểm thấp nhất là 251 mét và điểm cao nhất là 317 mét. Xã có diện tích 5,81 km², dân số vào thời điểm 1999 là 208 người; mật độ dân số là 35 người/km².

## Thông tin nhân khẩu
| 1962 | 1968 | 1975 | 1982 | 1990 | 1999 |
| ---- | ---- | ---- | ---- | ---- | ---- |
| 125  | 153  | 171  | 197  | 178  | 208  |